# Monreale rosato
Monreale rosato è un vino a DOC la cui produzione è regolamentata con D.M. 2 novembre 2000, in materia di "Riconoscimento dei vini a denominazione di origine controllata 'Monreale' ed approvazione del relativo disciplinare di produzione", pubblicato sulla gazzetta ufficiale del 14 novembre 2000, n. 266, prodotto nei comuni di Monreale, Piana degli Albanesi, Camporeale, San Giuseppe Jato, San Cipirello, Santa Cristina, Gela, Corleone, e Roccamena, tutti in provincia di Palermo.

## Vitigni con cui è consentito produrlo
- Nerello mascalese, Perricone e Sangiovese, da soli o congiuntamente, minimo 70%.
- Altri vitigni a bacca rossa raccomandati e/o autorizzati per la città metropolitana di Palermo, da soli o congiuntamente, fino ad un massimo del 30%.

## Caratteristiche organolettiche
- colore: rosa tenue più o meno carico;
- profumo: fruttato, fragrante;
- sapore: asciutto, armonico, fresco, talvolta vivace.

## Produzione
Provincia, stagione, volume in ettolitri